# 埃倫丁根

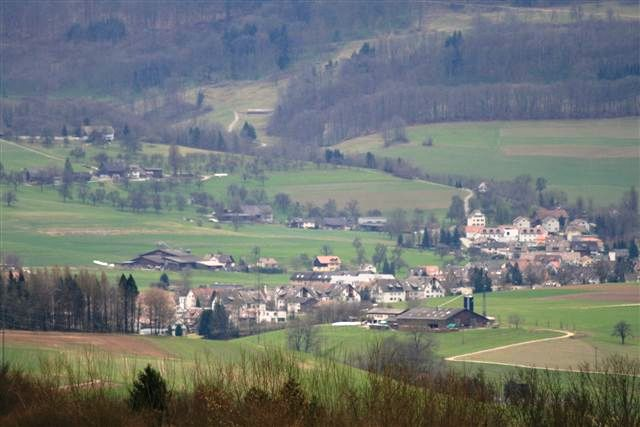

埃倫丁根是瑞士的城鎮，位於該國北部，由阿爾高州負責管轄，面積7.29平方公里，海拔高度450米，2012年人口4,276，一半人口信奉羅馬天主教，人口密度每平方公里587人。